# تصفيات كأس الأمم الإفريقية 2017 المجموعة ج
المجموعة ج من مسابقة تصفيات كأس الأمم الأفريقية لكرة القدم 2017 كانت واحدة من المجموعات الـ13 لتحديد الفرق التي تتأهل إلى نهائيات مسابقة كأس الأمم الأفريقية لكرة القدم 2017. تألفت المجموعة من أربعة فرق: مالي، غينيا الاستوائية، بنين، و‌جنوب السودان.
لعب الفرق ضد بعضها البعض ذهاباً وإياباً بنظام التحدي، بين يونيو 2015 وسبتمبر 2016.
الفائزة بالمجموعة، مالي، تأهلت إلى كأس الأمم الأفريقية لكرة القدم 2017.

## الترتيب
| م | الفريق           | لعب | ف | ت | خ | أ.له | أ.ع | أ.ف | نقاط | التأهل            |     |     |     |     |     |
| - | ---------------- | --- | - | - | - | ---- | --- | --- | ---- | ----------------- | --- | --- | --- | --- | --- |
| 1 | مالي             | 6   | 5 | 1 | 0 | 13   | 3   | +10 | 16   | المسابقة النهائية |     | —   | 5–2 | 1–0 | 2–0 |
| 2 | بنين             | 6   | 3 | 2 | 1 | 12   | 10  | +2  | 11   |                   |     | 1–1 | —   | 2–1 | 4–1 |
| 3 | غينيا الاستوائية | 6   | 1 | 1 | 4 | 6    | 6   | 0   | 4    |                   | 0–1 | 1–1 | —   | 4–0 |     |
| 4 | جنوب السودان     | 6   | 1 | 0 | 5 | 3    | 15  | −12 | 3    |                   | 0–3 | 1–2 | 1–0 | —   |     |

## المباريات
| مالي                        | 2–0   | جنوب السودان |
| --------------------------- | ----- | ------------ |
| مايغا 17' · س. كوليبالي 28' | تقرير |              |

| غينيا الاستوائية | 1–1   | بنين         |
| ---------------- | ----- | ------------ |
| نسوي 49'         | تقرير | سيسينيون 42' |

| جنوب السودان | 1–0   | غينيا الاستوائية |
| ------------ | ----- | ---------------- |
| لوال 51'     | تقرير |                  |

| بنين         | 1–1   | مالي      |
| ------------ | ----- | --------- |
| سيسينيون 33' | تقرير | ديابي 19' |

| جنوب السودان | 1–2   | بنين                      |
| ------------ | ----- | ------------------------- |
| برونو 88'    | تقرير | غونونغبي 11' · مونييه 73' |

| مالي     | 1–0   | غينيا الاستوائية |
| -------- | ----- | ---------------- |
| واغي 81' | تقرير |                  |

| بنين                                    | 4–1   | جنوب السودان |
| --------------------------------------- | ----- | ------------ |
| سيسينيون 23'، 89' · بوتي 37' · دوسو 71' | تقرير | لوال 83'     |

| غينيا الاستوائية | 0–1   | مالي            |
| ---------------- | ----- | --------------- |
|                  | تقرير | م. ياتاباري 90' |

| جنوب السودان | 0–3   | مالي                               |
| ------------ | ----- | ---------------------------------- |
|              | تقرير | ديابي 35' · مايغا 47' · دومبيا 58' |

| بنين                   | 2–1   | غينيا الاستوائية |
| ---------------------- | ----- | ---------------- |
| أدينون 25' · جيغلا 60' | تقرير | زاراندونا 59'    |

| غينيا الاستوائية                                | 4–0   | جنوب السودان |
| ----------------------------------------------- | ----- | ------------ |
| ميراندا 54' · راندي 58' · نسوي 67' · أكابو 90+? | تقرير |              |

| مالي                                                               | 5–2   | بنين                          |
| ------------------------------------------------------------------ | ----- | ----------------------------- |
| س. ياتاباري 20' · ديابي 36' · ماريغا 39' · تراوري 65' · دومبيا 80' | تقرير | غونونغبي 40' · سيسينيون 90+2' |

## مسجلو الأهداف
5 أهداف
- ستيفان سيسينيون

3 أهداف
- عبد الله ديابي

هدفين
- فريديريك غونونغبي
- إميليو نسوي
- موسى دومبيا
- موديبو مايغا
- أتاك لوال

هدف واحد
- خالد أدينون
- دافيد جيغلا
- جوديل دوسو
- ستيف مونييه
- ميكائيل بوتي
- كارلوس أكابو
- خوسيتي ميراندا
- راندي
- إيفان زاراندونا
- ساليف كوليبالي
- موسى ماريغا
- أداما تراوري
- مولا واغي
- مصطفى ياتاباري
- سامبو ياتاباري
- سيبيت برونو

## روابط خارجية
- Orange Africa Cup Of Nations Qualifiers 2017, CAFonline.com